# Chimonanthus nitens
Chimonanthus nitens là một loài thực vật có hoa trong họ Calycanthaceae. Loài này được Oliv. miêu tả khoa học đầu tiên năm 1887.